# Небраска (фильм)
«Небраска» (англ. Nebraska) — американский комедийно-драматический фильм 2013 года, снятый режиссёром Александром Пэйном по сценарию Боба Нельсона. Главные роли в картине исполняют Брюс Дерн, Уилл Форте, Джун Скуибб и Боб Оденкерк.
Фильм получил положительные отзывы критиков, отметивших режиссуру, сценарий и актёрские работы. Он был номинирован на шесть премий «Оскар», в том числе как лучший фильм. Брюс Дерн за свою роль был удостоен ряда наград, в том числе приза Каннского кинофестиваля за лучшую мужскую роль и премии Национального совета кинокритиков США, а также номинаций на «Оскар», «Золотой глобус» и BAFTA.

## Сюжет
74-летний неугомонный и ворчливый отец-алкоголик на пороге болезни Альцгеймера Вуди Грант (Брюс Дерн) получает рекламную листовку, в которой говорится, что он выиграл в лотерею один миллион долларов. Старик уходит из дома и идет пешком в другой город за призом. Его ловят, но упрямый старик уходит снова. Его младший сын, Дэвид (Уилл Форте), сжалившись над отцом, решает ненадолго вывезти его из надоевшего Биллингса и едет вместе с ним в Линкольн, штат Небраска, откуда пришло письмо. Сын понимает, что никакого приза нет, но упрямый отец верит в свой выигрыш.
Дорога в Небраску лежит через родной город Вуди, Хоторн. Отец и сын навещают старшего брата Вуди и его семью. Грант-старший посещает места, в которых проходила его юность — автомастерскую, которой он некогда владел, местный бар и дом, в котором он вырос. В баре Вуди и Дэвид встречают Эда Пиграма (Стейси Кич), бывшего бизнес-партнёра Вуди, много лет назад позаимствовавшего у Гранта-старшего компрессор воздуха и не вернувшего его. Вуди рассказывает ему, что стал обладателем миллиона долларов, и на следующее утро новости об этом разлетаются по всему городу.
Вскоре в их путешествии к ним присоединяется жена Вуди и мать Дэвида, Кейт (Джун Скуибб). Они отправляются на местное кладбище, на котором Кейт нелестно высказывается о каждом из погребенных здесь родственников Вуди. В баре Эд заявляет Дэвиду, что хочет свою часть от выигранного миллиона, так как в молодости Вуди якобы задолжал ему крупную сумму. Появляются и другие претенденты на деньги. Дэвид встречается с издателем местной газеты, планирующей напечатать статью о выигрыше Вуди. Она рассказывает, что когда-то была девушкой Гранта-старшего, и что он, неожиданно для сына, участвовал в Корейской войне.
Эд во второй раз требует деньги, но Дэвид отказывается. На выходе из бара на них нападают двое грабителей в масках (племянники Вуди Барт и Коул), которые отбирают у старика письмо с уведомлением о выигрыше. Позже, вернувшись в бар, отец и сын обнаруживают, что письмо зачитывает всем собравшимся Эд, попутно насмехаясь над Вуди. Старик молча забирает у него письмо, а Дэвид ударяет его в челюсть.
Вуди и Дэвид, наконец, прибывают в Небраску, но в офисе рекламного агентства, как и ожидалось, никакого миллиона для них нет. В качестве утешительного приза старику дают кепку «победителю лотереи». Перед отъездом из города Дэвид заезжает в автосалон, продаёт свою машину и покупает отцу пикап, о котором он давно мечтал, и компрессор вместо пропавшего. Ради этого старику и нужны были деньги. Хотя попользоваться подарками ему всё равно не придётся: прав его лишили, и мастерской у него нет. Вуди занимает место водителя и в кепке победителя и на новой машине проезжает через город на глазах изумленных родственников и знакомых.
Вуди меняется с Дэвидом местами и покидает родной город.

## В ролях
- Брюс Дерн — Вуди Грант, отец
- Уилл Форте — Дэвид Грант, младший сын
- Джун Скуибб — Кейт Грант, мать
- Боб Оденкерк — Росс Грант, старший сын
- Стейси Кич — Эд Пиграм, старый друг Вуди
- Мисси Доти — Ноэль, девушка Дэвида

## Производство
Александр Пэйн получил сценарий «Небраски», написанный Бобом Нельсоном, в начале 2000-х годов, когда продюсеры Альберт Бергер и Рон Йеркса попросили помочь им с поисками режиссёра. Пэйн решил заняться съёмками фильма самостоятельно, однако не хотел, чтобы его следующим фильмом после «На обочине» стало ещё одно роуд-муви, в связи с чем работа над картиной была отложена.
Брюс Дерн получил сценарий фильма в 2006 году. Он был первоначальным выбором Пэйна на главную роль, однако за долгий период предпроизводства Пэйн встретился с более чем пятьюдесятью актёрами. Среди желаемых студией Paramount Vantage кандидатов на роль Вуди Гранта назывались Джин Хэкмен, Роберт де Ниро, Роберт Дюваль, Джек Николсон и Роберт Форстер.
На роль Дэвида Гранта, в конечном итоге доставшуюся Уиллу Форте, рассматривались Брайан Крэнстон, Пол Радд, Кейси Аффлек и Мэттью Модайн.
Ввиду желания Пэйна снимать фильм на чёрно-белую плёнку и кастинга на главную роль сравнительно неизвестного Дерна, период предпроизводства затянулся на 10 лет, за время чего Пэйн успел выпустить коммерчески успешные фильмы «На обочине» и «Потомки». Фильм был снят на чёрно-белую плёнку вопреки желанию Paramount Vantage.
Съёмки велись в городах Биллингс (штат Монтана), Баффало (штат Вайоминг), Рапид-Сити (штат Южная Дакота), в штате Небраска, и заняли всего 35 дней в ноябре-декабре 2012 года.

## Релиз

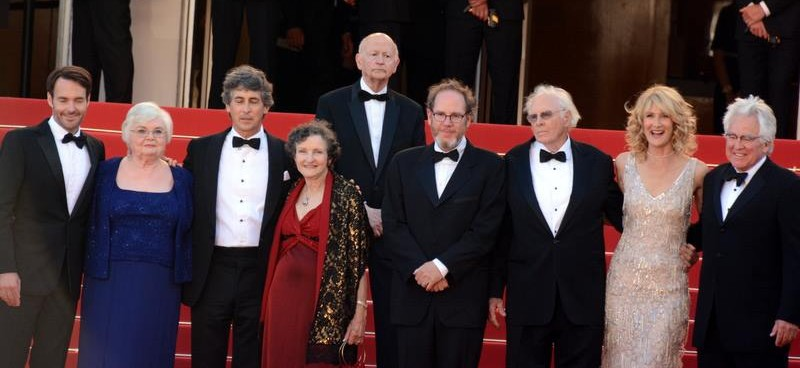
Съёмочная группа картины на 66-м Каннском кинофестивале

Премьерный показ ленты состоялся 23 мая 2013 года на Каннском кинофестивале, в широкий прокат картина впервые вышла 19 сентября того же года (в Хорватии), с сентября по ноябрь 2013 года лента была показана на множестве кинофестивалей в разных странах, с декабря 2013 — широкий прокат в мире.

## Награды и номинации
- 2013 — приз Каннского кинофестиваля за лучшую мужскую роль (Брюс Дерн)[13].
- 2013 — приз ФИПРЕССИ на Стокгольмском кинофестивале.
- 2013 — две премии Национального совета кинокритиков США: лучшая мужская роль (Брюс Дерн) и лучшая мужская роль второго плана (Уилл Форте), а также включение в список 10 лучших фильмов года.
- 2013 — включение в список 10 лучших фильмов года по версии Американского института киноискусства.
- 2014 — приз зрительских симпатий на Роттердамском кинофестивале.
- 2014 — премия «Независимый дух» за лучший дебютный сценарий (Боб Нельсон), а также 5 номинаций: лучший фильм, лучшая режиссёрская работа (Александр Пэйн), лучшая мужская роль (Брюс Дерн), лучшая мужская роль второго плана (Уилл Форте), лучшая женская роль второго плана (Джун Скуибб).
- 2014 — две премии «Спутник»: за лучший актёрский состав и лучшую женскую роль второго плана (Джун Скуибб) и номинация за лучшую мужская роль (Брюс Дерн) .
- 2014 — 2 номинации на премию Гильдии киноактёров США: лучшая мужская роль (Брюс Дерн) и лучшая женская роль второго плана (Джун Скуибб).
- 2014 — 5 номинаций на премию «Золотой глобус»: лучший комедийный фильм, лучшая режиссёрская работа (Александр Пэйн), лучшая мужская роль в комедии (Брюс Дерн), лучшая женская роль второго плана (Джун Скуибб), лучший сценарий (Боб Нельсон).
- 2014 — 3 номинации на премию BAFTA: лучшая мужская роль (Брюс Дерн), лучший сценарий (Боб Нельсон), лучшая операторская работа (Федон Папамайкл).
- 2014 — 6 номинаций на премию «Оскар»: лучший фильм, лучшая режиссёрская работа (Александр Пэйн), лучшая мужская роль (Брюс Дерн), лучшая женская роль второго плана (Джун Скуибб), лучший оригинальный сценарий (Боб Нельсон), лучшая операторская работа (Федон Папамайкл).
- 2014 — номинация на премию «Аманда» за лучший зарубежный фильм.
- 2014 — номинация на премию Гильдии сценаристов США за лучший оригинальный сценарий (Боб Нельсон).
- 2015 — номинация на премию «Бодиль» за лучший американский фильм.